# Hakea florulenta
Hakea florulenta är en tvåhjärtbladig växtart som beskrevs av Meissner. Hakea florulenta ingår i släktet Hakea och familjen Proteaceae. Inga underarter finns listade i Catalogue of Life.